# Marthe Guillain
Marthe Guillain (Charleroi, 17 juli 1890 – Watermaal-Bosvoorde, 1974) was een Belgische aquarelliste en kunstschilder. Zij maakte ook collages.
Haar kunst werd beïnvloed door haar verblijven in Parijs, Rusland, Istanboel en Belgisch-Congo. Gedurende gans haar loopbaan was haar schilderkunst voortdurend in evolutie. Ze ging van fauvistische voorstellingen gekenmerkt door een grote intensiteit van kleuren over naar schilderijen met een intimistisch karakter en vagere kleuren. Haar stijl evolueerde van expressionisme naar zuiver abstracte kunst om dan bij haar terugkeer uit Afrika te eindigen met figuratieve werken.

## Biografie
Marthe Guillain was afkomstig uit een onderwijzersfamilie, die haar kunstenaarstalent aanmoedigde. Zij volgde avondlessen tekenen aan de "Université du Travail" in Charleroi bij de schilder Léon Van den Houten. Ze koos echter net als haar ouders voor het onderwijs met een opleiding regentaat Frans. Zij was avontuurlijk en zelfstandig van aard. In 1914 ging ze naar Rusland om privélessen Frans aan de kinderen van een bevriend echtpaar te geven. Bij het begin van de Oktoberrevolutie keerde ze voor korte tijd terug naar België, om daarna naar Parijs te vertrekken waar ze tekenlessen van gevorderd niveau ging volgen in het atelier van Fernand Cormon.
In 1917 meldde Marthe Guillain zich als oorlogsverpleegster en werd naar het IJzerfront gestuurd. Daar kwam ze in contact met de Brabants fauvistische schilder Médard Maertens, die haar echtgenoot zou worden.
Het echtpaar ging na de oorlog in Parijs wonen en kwam in contact met kunstenaars als Fernand Léger, Chaïm Soutine, Suzanne Valadon, Maurice de Vlaminck en Paul Signac. Zij kregen drie kinderen.
In 1924 hield Marthe Guillain haar eerste individuele tentoonstelling in Parijs. Nog in 1924 kon ze op voordracht van Paul Signac deelnemen aan het Herfstsalon en  aan exposities in Bordeaux en Boston, waar ze een eredoctoraat ontving.
Zij was bijzonder geïnteresseerd in alle stromingen van de avant-gardekunst. De toenemende intensiteit van haar kleuren en de gedurfde schematische benadering doen denken aan het werk van Van Gogh. Haar intimistische voorstellingen van personen en interieurs en haar landschappen vertonen gelijkenissen met die van de Franse fauvisten uit die periode.
In 1928 vertrok ze met haar man naar Istanboel om daar tekenles te geven.
In 1931 keerden ze terug Frankrijk en vervolgens vanaf 1932 naar België, waarna in 1935 de echtscheiding volgde. Marthe Guillain vestigde zich daarna in Watermaal-Bosvoorde.
Ook na haar echtscheiding bleef ze in contact met de vroegere fauvisten, zoals Charles Dehoy en Anne-Pierre de Kat.
Tijdens de oorlog ging ze in het verzet en werd door de nazi's in 1942 aangehouden en opgesloten. In de loop van 1942 werd ze weer vrijgelaten.
In 1944 stelde ze haar werken tentoon in de zaal Apollo in Charleroi.
De galerij Georges Giroux in Brussel stelde haar werken meerdere keren tentoon.
In 1949 kon ze op uitnodiging van Robert Giron haar werken exposeren in het Paleis voor Schone Kunsten van Brussel.
Vanaf 1949 maakte ze lange reizen. Zo bracht ze in 1951 enige tijd door in Belgisch-Congo. Dankzij een studiebeurs keerde ze er in 1953 voor een periode van anderhalf jaar terug. Ze woonde een paar maanden bij een Pygmeeënstam.
In Congo schilderde ze op linnendoeken en op papier. Haar werken bevatten zowel fauvistische contrasten als abstracte lyriek. Haar werk in Afrika was in 1955 aanleiding voor een tentoonstelling in het Paleis voor Schone Kunsten in Brussel, met de titel "Een vrouw bij de pygmeeën".
Onder invloed van de werken van Kandinsky werden haar doeken volledig abstract. Ze verwerkte zand in haar werken.
In 1973 vond in Watermaal-Bosvoorde een grote overzichtstentoonstelling van haar werken plaats.
Marthe Guillain stierf in Watermaal-Bosvoorde in 1974 op 84-jarige leeftijd.

## Belangrijkste individuele tentoonstellingen
- Charleroi, 1944
- Paleis voor Schone Kunsten in Brussel, 1949
- Watermaal-Bosvoorde, Retrospectieve, 1973

## Belangrijkste collectieve tentoonstellingen
- Museum van Elsene: Impressionisme en fauvisme in België, van 12 oktober tot 16 december 1990

## Werken
- In de collecties van het Museum voor Schone Kunsten van Charleroi[7]
- In de Koninklijke Musea voor Schone Kunsten van België in Brussel[9]
- Mutual Art: https://www.mutualart.com/Artist/Marthe-Guillain/5E3C1E106B18771E
- https://fine-arts-museum.be/nl/de-collectie/marthe-guillain-huwelijk-bij-de-pygmeeen-dansen

## Aantekeningen en referenties
1. 1 2 3 4  (fr) Gubin, Eliane (2006). Dictionnaire des femmes belges. Lannoo Uitgeverij, p. 637. ISBN 978-2-87386-434-7. Gearchiveerd op 1 juli 2024. Geraadpleegd op 13 november 2023.
2. 1 2 3 4 5 6 7 8 9  Serge Goyens de Heusch, Publicatie ter gelegenheid van de tentoonstelling georganiseerd door het Gemeentekrediet van België in Passage 44 te Brussel van 12 mei tot 24 juni 1979. (1979). De Brabantse Fauvisten. Gemeentekrediet van België, p. 112.
3. ↑  Ondanks deze en latere opleidingen wordt ze als autodidact beschouwd.
4. ↑  Serge Goyens de Heusch noemt haar "de jongste van de Brabantse Fauvisten" (Serge Goyens de Heusch, Impressionisme en fauvisme in België (blz.453)).
5. ↑  (en) Facts about Marthe Guillain. Askart. Gearchiveerd op 13 november 2023. Geraadpleegd op 13 november 2023.
6. ↑  Marthe Guillain:  Mariage chez les pygmées – Danses. Koninklijke musea voor Schone Kunsten van België. Gearchiveerd op 13 november 2023. Geraadpleegd op 13 november 2023.
7. 1 2  Paul Piron, Woordenboek van Belgische beeldende kunstenaars van de 19e en 20e eeuw, Lasne: Kunst in België, 2006, Volume I, A → K, p. 667ISBN 2-930338-53-9
8. ↑  (fr) Marthe Guillain: Composition abstraite: Huile, sable et collage sur toile. Mutual Art (23 mei 2023). Geraadpleegd op 13 november 2023.
9. ↑  Catalogue inventaire de la peinture moderne des Musées royaux des beaux-arts de Belgique, Bruxelles – inv. N° 6725, 7955 et 8214/1-3, pages 261 et 262

- Gemeinsame Normdatei: 174360797
- International Standard Name Identifier: 0000 0000 7015 8613
- Musée national d'archéologie, d'histoire et d'art: lkl003666
- RKD-Nederlands Instituut voor Kunstgeschiedenis: 34562
- Union List of Artist Names: 500143071
- Virtual International Authority File: 96652893
- WorldCat: E39PBJtGXc9TmkxvgvpF9Yh4MP